# NGC 1657
NGC 1657 је спирална галаксија у сазвежђу Еридан која се налази на NGC листи објеката дубоког неба.
Деклинација објекта је - 2° 4' 37" а ректасцензија 4h 46m 7,3s. Привидна величина (магнитуда) објекта NGC 1657 износи 13,9 а фотографска магнитуда 14,7. NGC 1657 је још познат и под ознакама UGC 3156, MCG 0-13-4, CGCG 394-5, PGC 15958.